# Duesenberg X
Pour les articles homonymes, voir Duesenberg et X.
La Duesenberg X ou Duesenberg Model X est une voiture de prestige du constructeur automobile américain Duesenberg, produite à environ 13 exemplaires entre 1926 et 1927. 

## Historique
Les frères Duesenberg (Frederick (Fred) et August (Augie)) conçoivent ce modèle X vers 1925, version améliorée des Duesenberg A précédentes, avec une version améliorée de leur 8 cylindres en ligne précédent (Straight Eight Duesenberg SOHC 16 soupapes de 4,3 L pour 100 ch et 160 km/h de vitesse de pointe) avec système de freinage hydraulique aux quartes roues. 

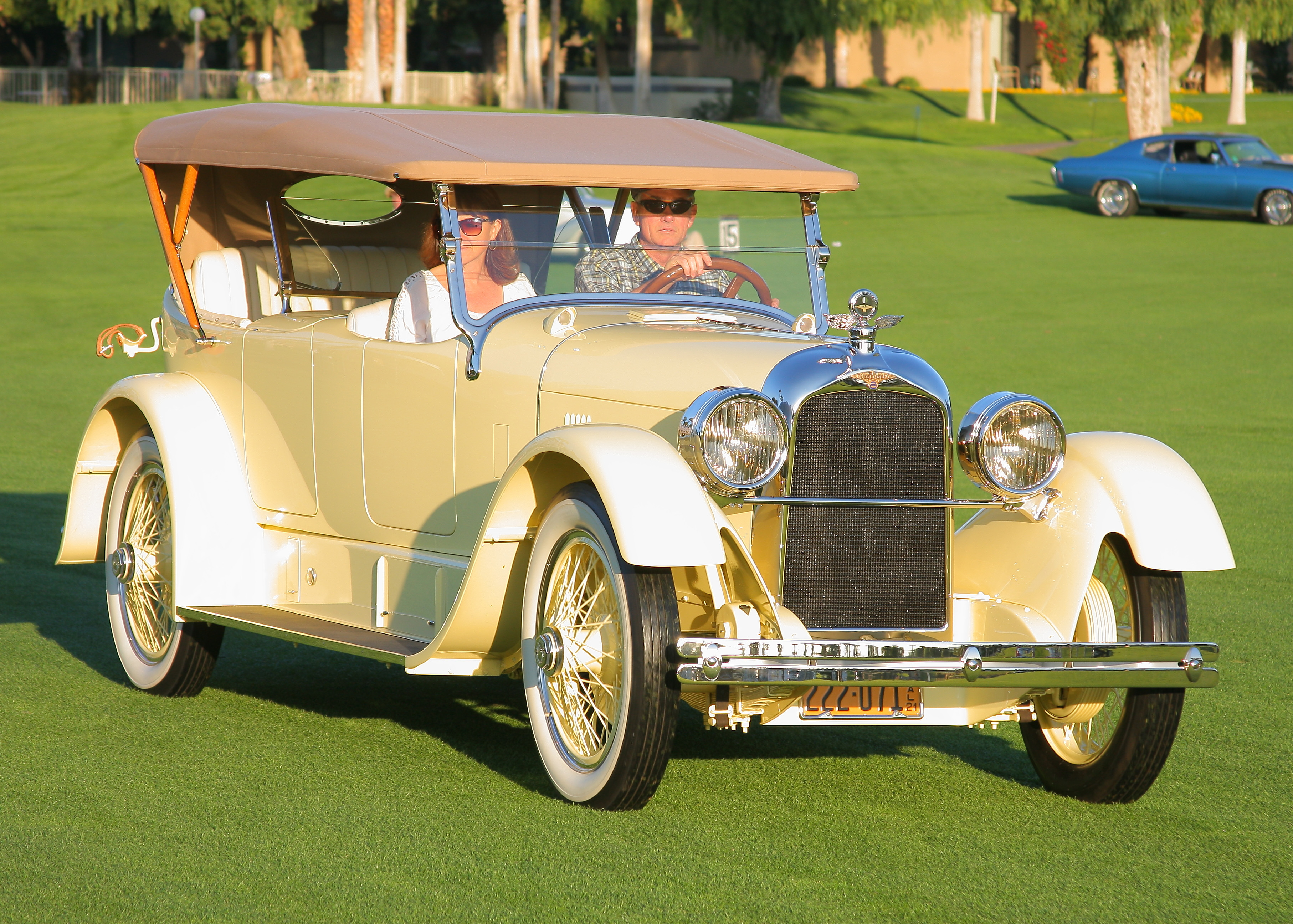
Duesenberg A (1921-1926)
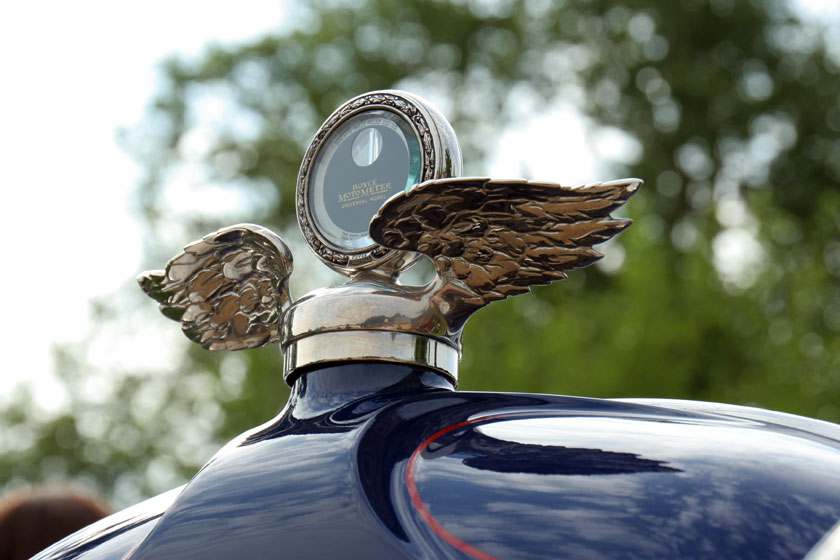
Bouchon de radiateur Duesenberg
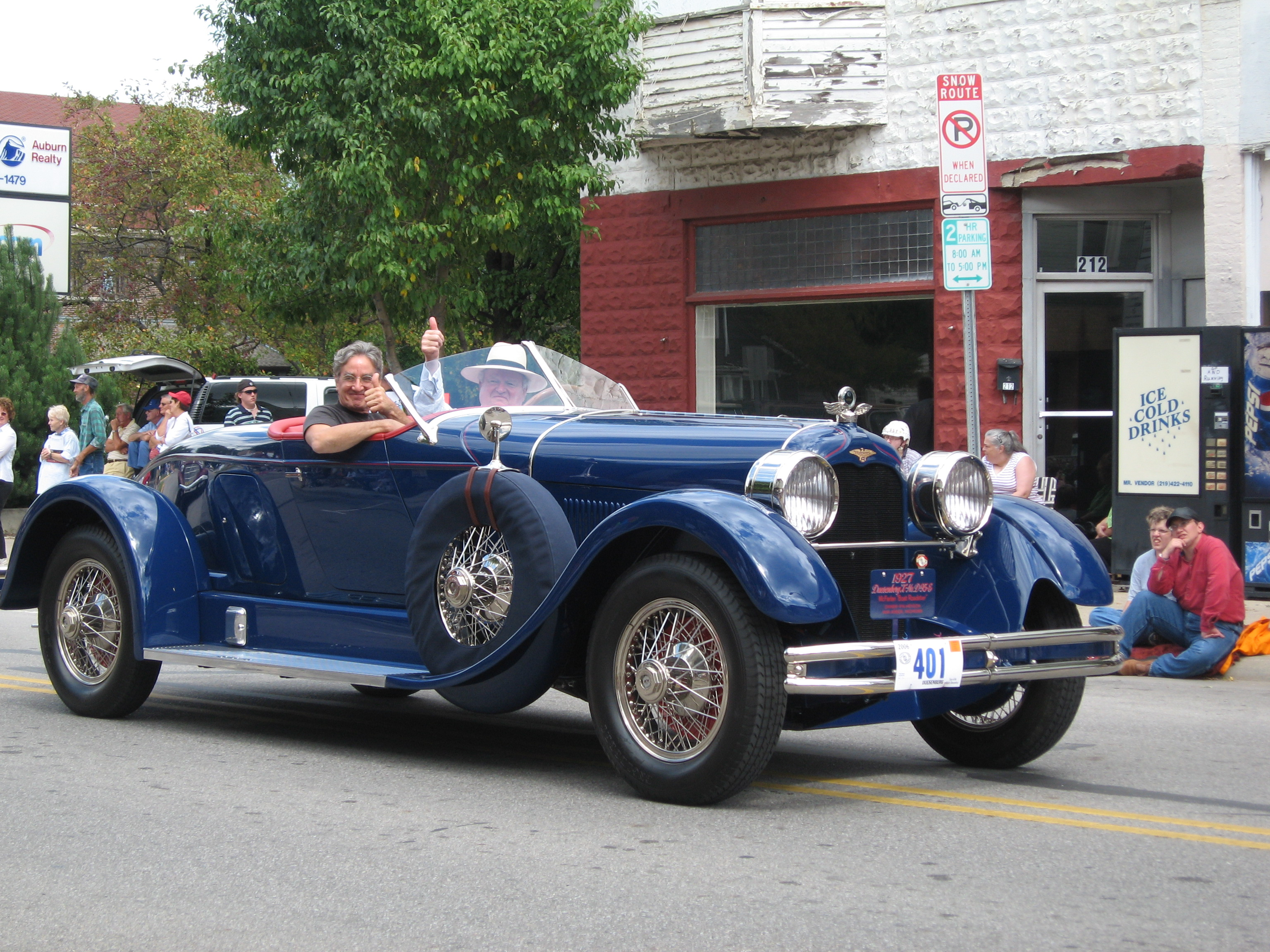
Duesenberg X McFarlan speedster runabout

Ce modèle est commercialisé en 1926, année ou Errett Lobban Cord (PDG fondateur de Cord Automobile) achète Duesenberg qu'il fusionne avec sa marque, et demande aux frères Duesenberg de concevoir les voitures les plus luxueuses, performantes, et glamours du monde, pour la richissime clientèle des années folles américaines des années 1920 (Roaring Twenties), et pour rivaliser avec Bugatti, Hispano-Suiza, Isotta-Fraschini, Cadillac, Bentley, et autres Rolls-Royce... Il ne resterait à ce jour que 4 ou 5 rares exemplaires de modèle X (très recherchés par les amateurs d'automobile de collection) carrossés par McFarlan (speedster runabout), Locke & Co de New York, Brunn & Company de Buffalo (New York)... Deux prototypes de Duesenberg Y créés en 1928 (une berline disparue, et un phaéton) sont déclinés de ce modèle X, avec des moteurs de 6,8 L de 200 ch. Ils préfigurent les Duesenberg J, JN, SJ et SSJ de légende et de rêve suivantes, construites entre 1929 et 1937.   

## Compétition et palmarès

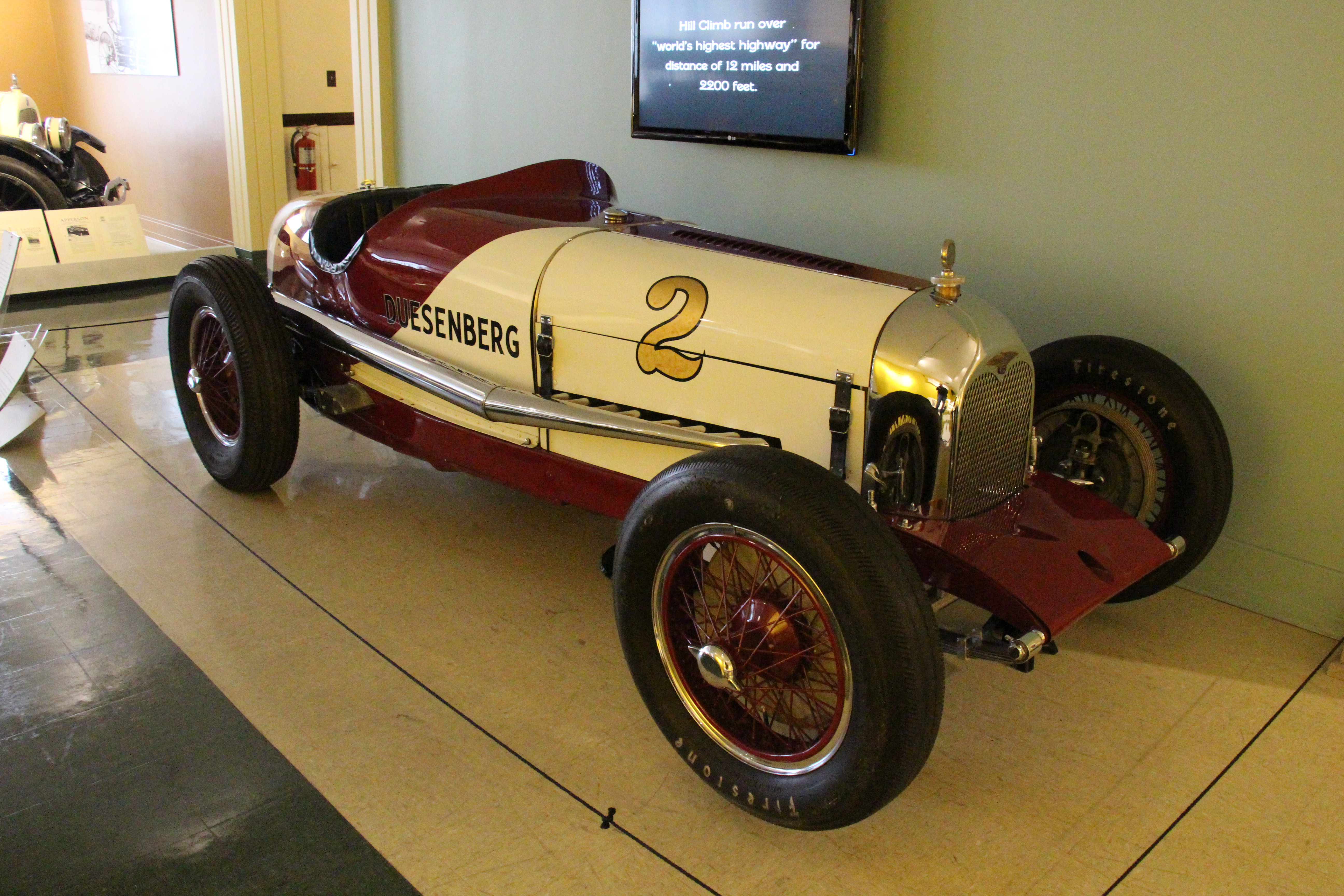
Duesenberg 91 Indianapolis 500 Race Car (1926-1929) (Auburn Cord Duesenberg Automobile Museum de Auburn (Indiana)

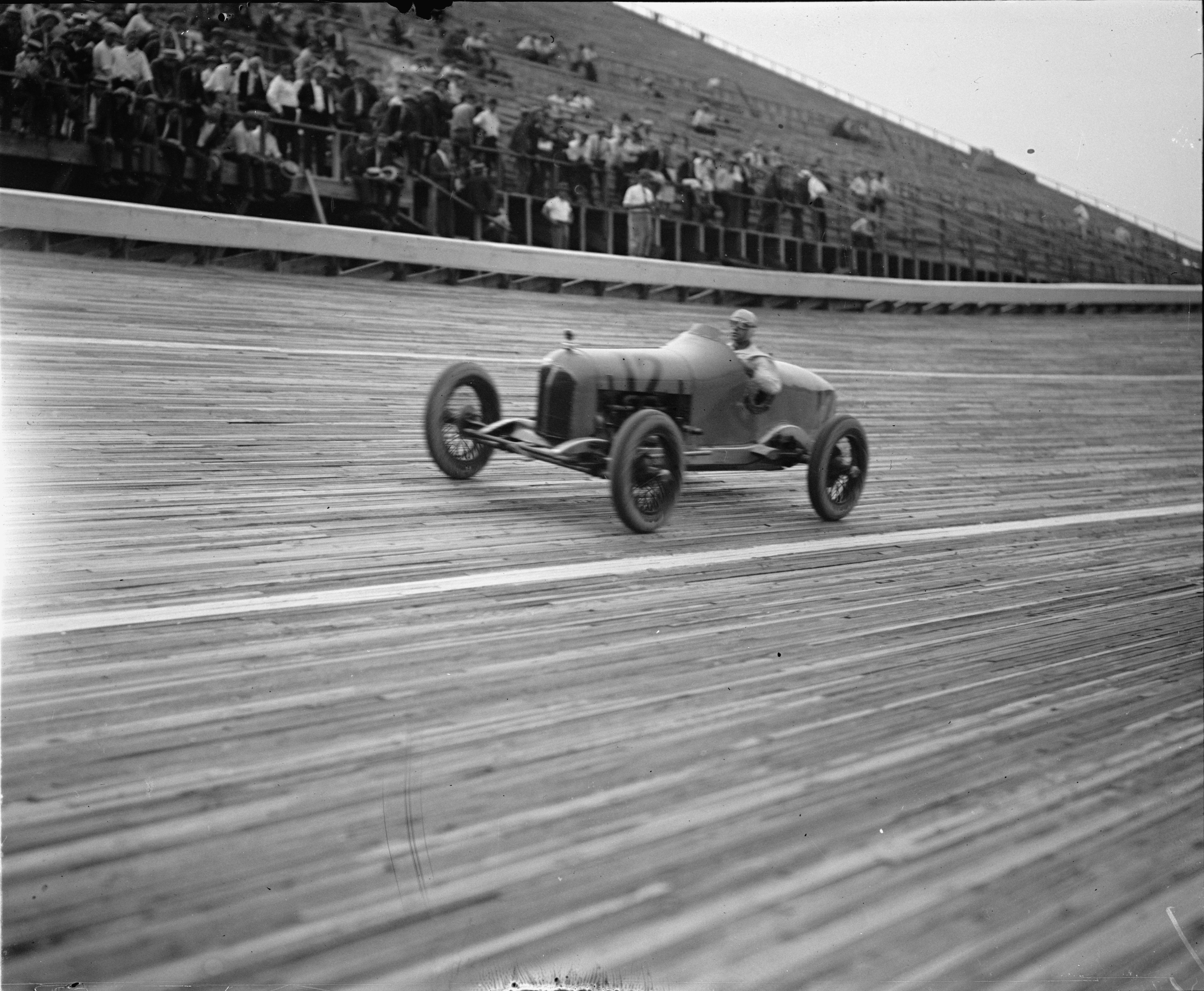
Peter DePaolo sur Duesenberg n°12 en 1925

Fred Duesenberg (dont l'industrie Duesenberg est basée à Indianapolis dans l'Indiana) remporte de nombreuses compétitions de prestige en 1925, 1926, et 1927, avec une version Duesenberg race car « Straight Eight Race » (8 cylindres de course) de 1,4 L à compresseur de son moteur, dont les 500 miles d'Indianapolis, et le championnat américain de course automobile...
- 1925 : Victoire du championnat américain de course automobile 1925, avec 6 victoires du pilote Peter DePaolo.
- 1925 : Victoire des 500 miles d'Indianapolis 1925, avec le pilote Peter DePaolo.
- 1926 : 5e des 500 miles d'Indianapolis 1926, avec le pilote Peter DePaolo.
- 1927 : Victoire des 500 miles d'Indianapolis 1927, avec le pilote George Souders, à 156,9 km/h de moyenne.